# سعادت أباد (سميرم)
سعادت‌ أباد هي قرية في مقاطعة سميرم، إيران. عدد سكان هذه القرية هو 45 في سنة 2006.